# Ster ZLM Toer 2015
La 29e édition du Ster ZLM Toer a eu lieu du 17 au 21 juin 2015. La course fait partie du calendrier UCI Europe Tour 2015 en catégorie 2.1.
Elle a été remportée par l'Allemand André Greipel (Lotto-Soudal), vainqueur des deuxième et troisième étapes, qui s'impose avec seize secondes d'avance sur le Belge Yves Lampaert (Etixx-Quick Step) qui devance dans le même temps le Néerlandais Moreno Hofland (Lotto NL-Jumbo), lauréat quant à lui de la quatrième étape.
Greipel gagne également le classement par points tandis que le Belge Rob Peeters (Vastgoedservice-Golden Palace) s'adjuge celui de la montagne. Le Néerlandais Cees Bol (Rabobank Development) s'impose dans le classement des sprints et la formation belge Lotto-Soudal s'empare du classement de la meilleure équipe.

## Présentation

### Équipes
Classé en catégorie 2.1 de l'UCI Europe Tour, le Ster ZLM Toer est par conséquent ouvert aux WorldTeams dans la limite de 50 % des équipes participantes, aux équipes continentales professionnelles, aux équipes continentales et aux équipes nationales.
Vingt équipes participent à ce Ster ZLM Toer - six WorldTeams, six équipes continentales professionnelles et huit équipes continentales :
| UCI WorldTeams      | UCI WorldTeams | UCI WorldTeams |
| Nom de l'équipe     | Pays           | Code           |
| ------------------- | -------------- | -------------- |
| Etixx-Quick Step    | Belgique       | EQS            |
| Giant-Alpecin       | Allemagne      | TGA            |
| IAM                 | Suisse         | IAM            |
| Lotto NL-Jumbo      | Pays-Bas       | TLJ            |
| Lotto-Soudal        | Belgique       | LTS            |
| Trek Factory Racing | États-Unis     | TFR            |

| Équipes continentales professionnelles | Équipes continentales professionnelles | Équipes continentales professionnelles |
| Nom de l'équipe                        | Pays                                   | Code                                   |
| -------------------------------------- | -------------------------------------- | -------------------------------------- |
| Bora-Argon 18                          | Allemagne                              | BOA                                    |
| Cofidis                                | France                                 | COF                                    |
| MTN-Qhubeka                            | Afrique du Sud                         | MTN                                    |
| Roompot Oranje Peloton                 | Pays-Bas                               | ROP                                    |
| Topsport Vlaanderen-Baloise            | Belgique                               | TSV                                    |
| Wanty-Groupe Gobert                    | Belgique                               | WGG                                    |

| Équipes continentales         | Équipes continentales | Équipes continentales |
| Nom de l'équipe               | Pays                  | Code                  |
| ----------------------------- | --------------------- | --------------------- |
| 3M                            | Belgique              | MMM                   |
| Baby-Dump                     | Pays-Bas              | BBD                   |
| Jo Piels                      | Pays-Bas              | CJP                   |
| Join-S-De Rijke               | Pays-Bas              | RIJ                   |
| Metec-TKH-Mantel              | Pays-Bas              | MET                   |
| Parkhotel Valkenburg          | Pays-Bas              | PVC                   |
| Rabobank Development          | Pays-Bas              | RDT                   |
| Vastgoedservice-Golden Palace | Belgique              | VGS                   |

## Étapes

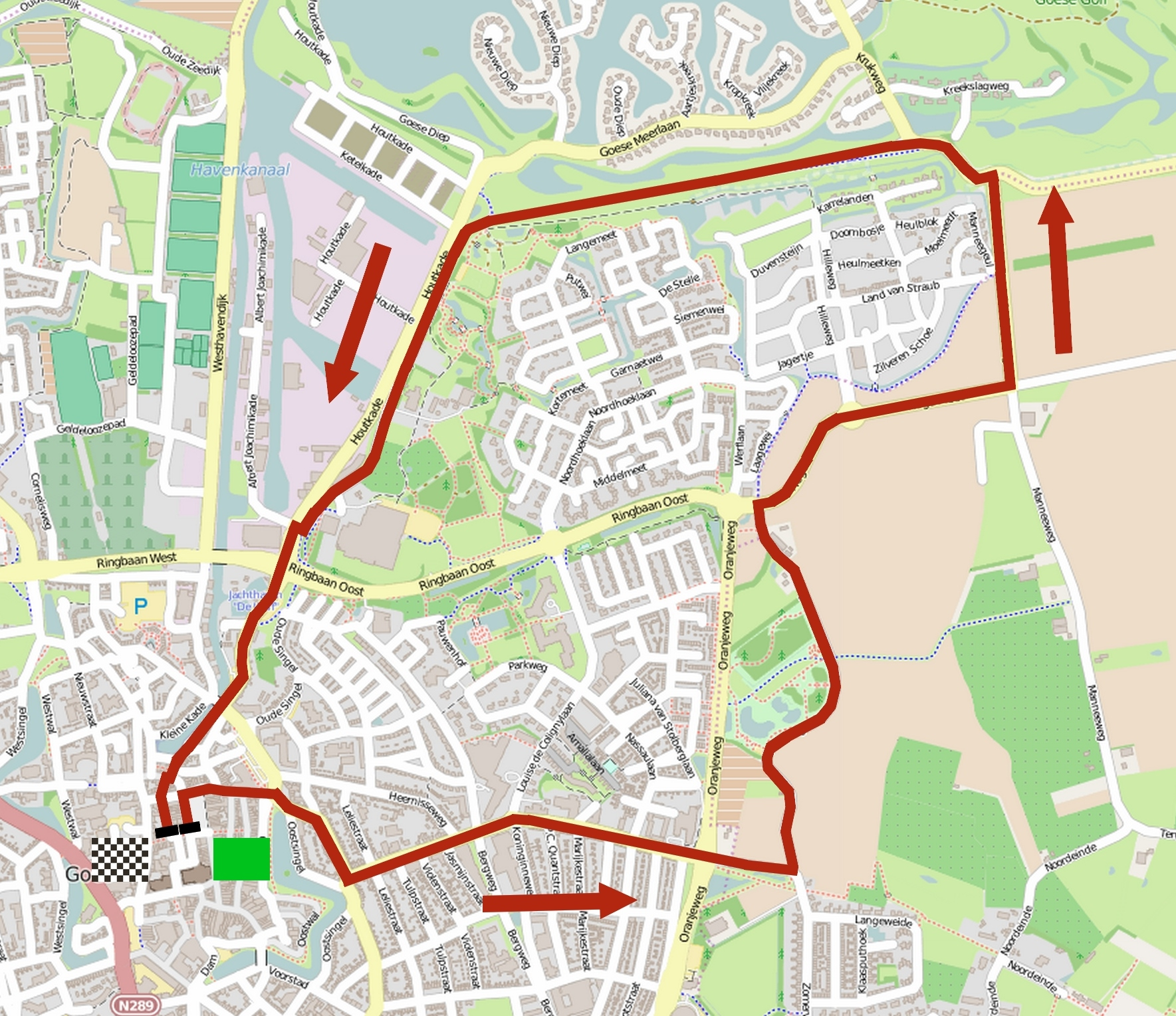
La carte du prologue.

| Étape     | Date    | Villes étapes                                |                             | Distance (km) | Vainqueur d’étape | Leader du classement général |
| --------- | ------- | -------------------------------------------- | --------------------------- | ------------- | ----------------- | ---------------------------- |
| 1re étape | 17 juin | Goes – Goes                                  | Contre-la-montre individuel | 6,4           | Roger Kluge       | Roger Kluge                  |
| 2e étape  | 18 juin | Bois-le-Duc – Rosmalen                       | Étape de plaine             | 180           | André Greipel     | André Greipel                |
| 3e étape  | 19 juin | Buchten – Buchten                            | Étape de plaine             | 190,5         | André Greipel     | André Greipel                |
| 4e étape  | 20 juin | Verviers (BEL) – Barrage de la Gileppe (BEL) | Étape vallonnée             | 186,7         | Moreno Hofland    | André Greipel                |
| 5e étape  | 21 juin | Eindhoven – Boxtel                           | Étape de plaine             | 183,1         | Matthew Brammeier | André Greipel                |

## Déroulement de la course

### 1reétape[10]
| Classement de l'étape | Classement de l'étape | Classement de l'étape | Classement de l'étape       | Classement de l'étape |
|                       | Coureur               | Pays                  | Équipe                      | Temps                 |
| --------------------- | --------------------- | --------------------- | --------------------------- | --------------------- |
| 1er                   | Roger Kluge           | Allemagne             | IAM                         | en 7 min 30 s         |
| 2e                    | Martijn Keizer        | Pays-Bas              | Lotto NL-Jumbo              | + 1 s                 |
| 3e                    | Victor Campenaerts    | Belgique              | Topsport Vlaanderen-Baloise | + 2 s                 |
| 4e                    | Sean De Bie           | Belgique              | Lotto-Soudal                | + 4 s                 |
| 5e                    | Danny van Poppel      | Pays-Bas              | Trek Factory Racing         | + 6 s                 |
| 6e                    | Yves Lampaert         | Belgique              | Etixx-Quick Step            | + 8 s                 |
| 7e                    | Gregory Henderson     | Nouvelle-Zélande      | Lotto-Soudal                | + 8 s                 |
| 8e                    | Łukasz Wiśniowski     | Pologne               | Etixx-Quick Step            | + 9 s                 |
| 9e                    | Marco Coledan         | Italie                | Trek Factory Racing         | + 10 s                |
| 10e                   | André Greipel         | Allemagne             | Lotto-Soudal                | + 10 s                |
| modifier              |                       |                       |                             |                       |

| Classement général | Classement général | Classement général | Classement général          | Classement général |
|                    | Coureur            | Pays               | Équipe                      | Temps              |
| ------------------ | ------------------ | ------------------ | --------------------------- | ------------------ |
| 1er                | Roger Kluge        | Allemagne          | IAM                         | en 7 min 30 s      |
| 2e                 | Martijn Keizer     | Pays-Bas           | Lotto NL-Jumbo              | + 1 s              |
| 3e                 | Victor Campenaerts | Belgique           | Topsport Vlaanderen-Baloise | + 2 s              |
| 4e                 | Sean De Bie        | Belgique           | Lotto-Soudal                | + 4 s              |
| 5e                 | Danny van Poppel   | Pays-Bas           | Trek Factory Racing         | + 6 s              |
| 6e                 | Yves Lampaert      | Belgique           | Etixx-Quick Step            | + 8 s              |
| 7e                 | Gregory Henderson  | Nouvelle-Zélande   | Lotto-Soudal                | + 8 s              |
| 8e                 | Łukasz Wiśniowski  | Pologne            | Etixx-Quick Step            | + 9 s              |
| 9e                 | Marco Coledan      | Italie             | Trek Factory Racing         | + 10 s             |
| 10e                | André Greipel      | Allemagne          | Lotto-Soudal                | + 10 s             |
| modifier           |                    |                    |                             |                    |

### 2eétape
| Classement de l'étape | Classement de l'étape | Classement de l'étape | Classement de l'étape       | Classement de l'étape |
|                       | Coureur               | Pays                  | Équipe                      | Temps                 |
| --------------------- | --------------------- | --------------------- | --------------------------- | --------------------- |
| 1er                   | André Greipel         | Allemagne             | Lotto-Soudal                | en 4 h 12 min 22 s    |
| 2e                    | Edward Theuns         | Belgique              | Topsport Vlaanderen-Baloise | m.t                   |
| 3e                    | Danny van Poppel      | Pays-Bas              | Trek Factory Racing         | m.t                   |
| 4e                    | Michael Van Staeyen   | Belgique              | Cofidis                     | m.t                   |
| 5e                    | Ramon Sinkeldam       | Pays-Bas              | Giant-Alpecin               | m.t                   |
| 6e                    | Raymond Kreder        | Pays-Bas              | Roompot Oranje Peloton      | m.t                   |
| 7e                    | Moreno Hofland        | Pays-Bas              | Lotto NL-Jumbo              | m.t                   |
| 8e                    | Yves Lampaert         | Belgique              | Etixx-Quick Step            | m.t                   |
| 9e                    | Zakkari Dempster      | Australie             | Bora-Argon 18               | m.t                   |
| 10e                   | Gregory Henderson     | Nouvelle-Zélande      | Lotto-Soudal                | m.t                   |
| modifier              |                       |                       |                             |                       |

| Classement général | Classement général | Classement général | Classement général          | Classement général |
|                    | Coureur            | Pays               | Équipe                      | Temps              |
| ------------------ | ------------------ | ------------------ | --------------------------- | ------------------ |
| 1er                | André Greipel      | Allemagne          | Lotto-Soudal                | en 4 h 19 min 52 s |
| 2e                 | Danny van Poppel   | Pays-Bas           | Trek Factory Racing         | + 2 s              |
| 3e                 | Victor Campenaerts | Belgique           | Topsport Vlaanderen-Baloise | + 2 s              |
| 4e                 | Yves Lampaert      | Belgique           | Etixx-Quick Step            | + 6 s              |
| 5e                 | Gregory Henderson  | Nouvelle-Zélande   | Lotto-Soudal                | + 8 s              |
| 6e                 | Maarten Tjallingii | Pays-Bas           | Lotto NL-Jumbo              | + 11 s             |
| 7e                 | Jelle Wallays      | Belgique           | Topsport Vlaanderen-Baloise | + 11 s             |
| 8e                 | Zakkari Dempster   | Australie          | Bora-Argon 18               | + 12 s             |
| 9e                 | Marcel Sieberg     | Allemagne          | Lotto-Soudal                | + 12 s             |
| 10e                | Edward Theuns      | Belgique           | Topsport Vlaanderen-Baloise | + 14 s             |
| modifier           |                    |                    |                             |                    |

### 3eétape
| Classement de l'étape | Classement de l'étape | Classement de l'étape | Classement de l'étape       | Classement de l'étape |
|                       | Coureur               | Pays                  | Équipe                      | Temps                 |
| --------------------- | --------------------- | --------------------- | --------------------------- | --------------------- |
| 1er                   | André Greipel         | Allemagne             | Lotto-Soudal                | en 4 h 29 min 21 s    |
| 2e                    | Moreno Hofland        | Pays-Bas              | Lotto NL-Jumbo              | m.t                   |
| 3e                    | Edward Theuns         | Belgique              | Topsport Vlaanderen-Baloise | m.t                   |
| 4e                    | Yves Lampaert         | Belgique              | Etixx-Quick Step            | m.t                   |
| 5e                    | Raymond Kreder        | Pays-Bas              | Roompot Oranje Peloton      | m.t                   |
| 6e                    | Michael Van Staeyen   | Belgique              | Cofidis                     | m.t                   |
| 7e                    | Gregory Henderson     | Nouvelle-Zélande      | Lotto-Soudal                | m.t                   |
| 8e                    | Kenneth Vanbilsen     | Belgique              | Cofidis                     | m.t                   |
| 9e                    | Ramon Sinkeldam       | Pays-Bas              | Giant-Alpecin               | m.t                   |
| 10e                   | Scott Thwaites        | Royaume-Uni           | Bora-Argon 18               | m.t                   |
| modifier              |                       |                       |                             |                       |

| Classement général | Classement général | Classement général | Classement général          | Classement général |
|                    | Coureur            | Pays               | Équipe                      | Temps              |
| ------------------ | ------------------ | ------------------ | --------------------------- | ------------------ |
| 1er                | André Greipel      | Allemagne          | Lotto-Soudal                | en 8 h 49 min 3 s  |
| 2e                 | Victor Campenaerts | Belgique           | Topsport Vlaanderen-Baloise | + 12 s             |
| 3e                 | Yves Lampaert      | Belgique           | Etixx-Quick Step            | + 16 s             |
| 4e                 | Gregory Henderson  | Nouvelle-Zélande   | Lotto-Soudal                | + 18 s             |
| 5e                 | Edward Theuns      | Belgique           | Topsport Vlaanderen-Baloise | + 20 s             |
| 6e                 | Maarten Tjallingii | Pays-Bas           | Lotto NL-Jumbo              | + 21 s             |
| 7e                 | Moreno Hofland     | Pays-Bas           | Lotto NL-Jumbo              | + 21 s             |
| 8e                 | Jelle Wallays      | Belgique           | Topsport Vlaanderen-Baloise | + 21 s             |
| 9e                 | Zakkari Dempster   | Australie          | Bora-Argon 18               | + 22 s             |
| 10e                | Marcel Sieberg     | Allemagne          | Lotto-Soudal                | + 22 s             |
| modifier           |                    |                    |                             |                    |

### 4eétape
| Classement de l'étape | Classement de l'étape | Classement de l'étape | Classement de l'étape       | Classement de l'étape |
|                       | Coureur               | Pays                  | Équipe                      | Temps                 |
| --------------------- | --------------------- | --------------------- | --------------------------- | --------------------- |
| 1er                   | Moreno Hofland        | Pays-Bas              | Lotto NL-Jumbo              | en 4 h 44 min 11 s    |
| 2e                    | Yves Lampaert         | Belgique              | Etixx-Quick Step            | + 1 s                 |
| 3e                    | Zico Waeytens         | Belgique              | Giant-Alpecin               | + 1 s                 |
| 4e                    | Jens Debusschere      | Belgique              | Lotto-Soudal                | + 1 s                 |
| 5e                    | Michael Schwarzmann   | Allemagne             | Bora-Argon 18               | + 1 s                 |
| 6e                    | Edward Theuns         | Belgique              | Topsport Vlaanderen-Baloise | + 1 s                 |
| 7e                    | Victor Campenaerts    | Belgique              | Topsport Vlaanderen-Baloise | + 1 s                 |
| 8e                    | Gerald Ciolek         | Allemagne             | MTN-Qhubeka                 | + 1 s                 |
| 9e                    | Björn Leukemans       | Belgique              | Wanty-Groupe Gobert         | + 1 s                 |
| 10e                   | André Greipel         | Allemagne             | Lotto-Soudal                | + 1 s                 |
| modifier              |                       |                       |                             |                       |

| Classement général | Classement général | Classement général | Classement général          | Classement général  |
|                    | Coureur            | Pays               | Équipe                      | Temps               |
| ------------------ | ------------------ | ------------------ | --------------------------- | ------------------- |
| 1er                | André Greipel      | Allemagne          | Lotto-Soudal                | en 13 h 33 min 15 s |
| 2e                 | Yves Lampaert      | Belgique           | Etixx-Quick Step            | + 10 s              |
| 3e                 | Moreno Hofland     | Pays-Bas           | Lotto NL-Jumbo              | + 10 s              |
| 4e                 | Victor Campenaerts | Belgique           | Topsport Vlaanderen-Baloise | + 12 s              |
| 5e                 | Edward Theuns      | Belgique           | Topsport Vlaanderen-Baloise | + 20 s              |
| 6e                 | Zico Waeytens      | Belgique           | Giant-Alpecin               | + 25 s              |
| 7e                 | Jens Debusschere   | Belgique           | Lotto-Soudal                | + 25 s              |
| 8e                 | Jelle Wallays      | Belgique           | Topsport Vlaanderen-Baloise | + 30 s              |
| 9e                 | Kenneth Vanbilsen  | Belgique           | Cofidis                     | + 34 s              |
| 10e                | Gijs Van Hoecke    | Belgique           | Topsport Vlaanderen-Baloise | + 35 s              |
| modifier           |                    |                    |                             |                     |

### 5eétape
| Classement de l'étape | Classement de l'étape | Classement de l'étape | Classement de l'étape         | Classement de l'étape |
|                       | Coureur               | Pays                  | Équipe                        | Temps                 |
| --------------------- | --------------------- | --------------------- | ----------------------------- | --------------------- |
| 1er                   | Matthew Brammeier     | Irlande               | MTN-Qhubeka                   | en 4 h 5 min 31 s     |
| 2e                    | André Greipel         | Allemagne             | Lotto-Soudal                  | + 25 s                |
| 3e                    | Gregory Henderson     | Nouvelle-Zélande      | Lotto-Soudal                  | + 25 s                |
| 4e                    | Tim Merlier           | Belgique              | Vastgoedservice-Golden Palace | + 25 s                |
| 5e                    | Michael Schwarzmann   | Allemagne             | Bora-Argon 18                 | + 25 s                |
| 6e                    | Dylan Groenewegen     | Pays-Bas              | Roompot Oranje Peloton        | + 25 s                |
| 7e                    | Sondre Holst Enger    | Norvège               | IAM                           | + 25 s                |
| 8e                    | Danilo Napolitano     | Italie                | Wanty-Groupe Gobert           | + 25 s                |
| 9e                    | Yves Lampaert         | Belgique              | Etixx-Quick Step              | + 25 s                |
| 10e                   | Roy Jans              | Belgique              | Wanty-Groupe Gobert           | + 25 s                |
| modifier              |                       |                       |                               |                       |

## Classements finals

### Classement général final
| Classement général final | Classement général final | Classement général final | Classement général final    | Classement général final |
|                          | Coureur                  | Pays                     | Équipe                      | Temps                    |
| ------------------------ | ------------------------ | ------------------------ | --------------------------- | ------------------------ |
| 1er                      | André Greipel            | Allemagne                | Lotto-Soudal                | en 17 h 39 min 5 s       |
| 2e                       | Yves Lampaert            | Belgique                 | Etixx-Quick Step            | + 16 s                   |
| 3e                       | Moreno Hofland           | Pays-Bas                 | Lotto NL-Jumbo              | + 16 s                   |
| 4e                       | Victor Campenaerts       | Belgique                 | Topsport Vlaanderen-Baloise | + 18 s                   |
| 5e                       | Edward Theuns            | Belgique                 | Topsport Vlaanderen-Baloise | + 26 s                   |
| 6e                       | Zico Waeytens            | Belgique                 | Giant-Alpecin               | + 31 s                   |
| 7e                       | Jens Debusschere         | Belgique                 | Lotto-Soudal                | + 31 s                   |
| 8e                       | Jelle Wallays            | Belgique                 | Topsport Vlaanderen-Baloise | + 36 s                   |
| 9e                       | Kenneth Vanbilsen        | Belgique                 | Cofidis                     | + 40 s                   |
| 10e                      | Gijs Van Hoecke          | Belgique                 | Topsport Vlaanderen-Baloise | + 41 s                   |
| modifier                 |                          |                          |                             |                          |

### Classements annexes
| Classement par points | Classement par points | Classement par points | Classement par points | Classement par points |
| --------------------- | --------------------- | --------------------- | --------------------- | --------------------- |
|                       | Coureur               | Pays                  | Équipe                | Point(s)              |
| 1er                   | André Greipel         | Allemagne             | Lotto-Soudal          | 44 points             |
| 2e                    | Moreno Hofland        | Pays-Bas              | Lotto NL-Jumbo        | 31 pts                |
| 3e                    | Yves Lampaert         | Belgique              | Etixx-Quick Step      | 30 pts                |
| modifier              |                       |                       |                       |                       |

| Classement de la montagne | Classement de la montagne | Classement de la montagne | Classement de la montagne     | Classement de la montagne |
| ------------------------- | ------------------------- | ------------------------- | ----------------------------- | ------------------------- |
|                           | Coureur                   | Pays                      | Équipe                        | Point(s)                  |
| 1er                       | Rob Peeters               | Belgique                  | Vastgoedservice-Golden Palace | 24 points                 |
| 2e                        | Gianni Meersman           | Belgique                  | Etixx-Quick Step              | 16 pts                    |
| 3e                        | Scott Thwaites            | Royaume-Uni               | Bora-Argon 18                 | 11 pts                    |
| modifier                  |                           |                           |                               |                           |

| Classement des sprints | Classement des sprints | Classement des sprints | Classement des sprints | Classement des sprints |
| ---------------------- | ---------------------- | ---------------------- | ---------------------- | ---------------------- |
|                        | Coureur                | Pays                   | Équipe                 | Point(s)               |
| 1er                    | Cees Bol               | Pays-Bas               | Rabobank Development   | 10 points              |
| 2e                     | Twan Brusselman        | Pays-Bas               | Jo Piels               | 8 pts                  |
| 3e                     | Jetse Bol              | Pays-Bas               | Join-S-De Rijke        | 8 pts                  |
| modifier               |                        |                        |                        |                        |

| Classement par équipes | Classement par équipes      | Classement par équipes | Classement par équipes |
|                        | Équipe                      | Pays                   | Temps                  |
| ---------------------- | --------------------------- | ---------------------- | ---------------------- |
| 1re                    | Lotto-Soudal                | Belgique               | en 52 h 58 min 34 s    |
| 2e                     | Topsport Vlaanderen-Baloise | Belgique               | + 7 s                  |
| 3e                     | Roompot Oranje Peloton      | Pays-Bas               | + 1 min 43 s           |
| modifier               |                             |                        |                        |

### UCI Europe Tour
Ce Ster ZLM Toer attribue des points pour l'UCI Europe Tour 2015, par équipes seulement aux coureurs des équipes continentales professionnelles et continentales, individuellement à tous les coureurs sauf ceux faisant partie d'une équipe ayant un label WorldTeam.
| Position,          | 1er | 2e | 3e | 4e | 5e | 6e | 7e | 8e | 9e | 10e | 11e | 12e |
| Classement général | 80  | 56 | 32 | 24 | 20 | 16 | 12 | 8  | 7  | 6   | 5   | 3   |
| Par étape          | 16  | 11 | 6  | 5  | 4  | 2  |    |    |    |     |     |     |
| Leader, par étape  | 8   |    |    |    |    |    |    |    |    |     |     |     |

| Cycliste            | Équipe                        | Général | Étape | Leader | Total |
| ------------------- | ----------------------------- | ------- | ----- | ------ | ----- |
| Edward Theuns       | Topsport Vlaanderen-Baloise   | 20      | 19    | -      | 39    |
| Victor Campenaerts  | Topsport Vlaanderen-Baloise   | 24      | 6     | -      | 30    |
| Matthew Brammeier   | MTN-Qhubeka                   | -       | 16    | -      | 16    |
| Michael Schwarzmann | Bora-Argon 18                 | 5       | 8     | -      | 13    |
| Jelle Wallays       | Topsport Vlaanderen-Baloise   | 8       | -     | -      | 8     |
| Michael Van Staeyen | Cofidis                       | -       | 7     | -      | 7     |
| Kenneth Vanbilsen   | Cofidis                       | 7       | -     | -      | 7     |
| Raymond Kreder      | Roompot Oranje Peloton        | -       | 6     | -      | 6     |
| Gijs Van Hoecke     | Topsport Vlaanderen-Baloise   | 6       | -     | -      | 6     |
| Tim Merlier         | Vastgoedservice-Golden Palace | -       | 5     | -      | 5     |
| Zakkari Dempster    | Bora-Argon 18                 | 3       | -     | -      | 3     |
| Dylan Groenewegen   | Roompot Oranje Peloton        | -       | 2     | -      | 2     |

## Évolution des classements
| Étape              | Vainqueur          | Classement général | Classement par points | Classement de la montagne | Classement des sprints | Classement par équipes |
| ------------------ | ------------------ | ------------------ | --------------------- | ------------------------- | ---------------------- | ---------------------- |
| 1                  | Roger Kluge        | Roger Kluge        | Roger Kluge           | Non décerné               | Non décerné            | Lotto-Soudal           |
| 2                  | André Greipel      | André Greipel      | André Greipel         | Non décerné               | Dion Beukeboom         | Lotto-Soudal           |
| 3                  | André Greipel      | André Greipel      | André Greipel         | Gianni Meersman           | Jetse Bol              | Lotto-Soudal           |
| 4                  | Moreno Hofland     | André Greipel      | André Greipel         | Rob Peeters               | Cees Bol               | Lotto-Soudal           |
| 5                  | Matthew Brammeier  | André Greipel      | André Greipel         | Rob Peeters               | Cees Bol               | Lotto-Soudal           |
| Classements finals | Classements finals | André Greipel      | André Greipel         | Rob Peeters               | Cees Bol               | Lotto-Soudal           |

## Liste des participants
- Liste de départ complète

| Légende                             | Légende                                                                                                  | Légende                          | Légende                                                                                         |
| ----------------------------------- | --- | -------------------------------- | ----------------------------------------------------------------------------------------------- |
| Num                                 | Dossard de départ porté par le coureur sur ce Ster ZLM Toer                                              | Pos                              | Position finale au classement général                                                           |
| Leader du classement général        | Indique le vainqueur du classement général                                                               | Leader du classement par points  | Indique le vainqueur du classement par points                                                   |
| Leader du classement de la montagne | Indique le vainqueur du classement de la montagne                                                        | Leader du classement des sprints | Indique le vainqueur du classement des sprints                                                  |
|                                     | Indique un maillot de champion national ou mondial, suivi de sa spécialité                               | #                                | Indique la meilleure équipe                                                                     |
| NP                                  | Indique un coureur qui n'a pas pris le départ d'une étape, suivi du numéro de l'étape où il s'est retiré | AB                               | Indique un coureur qui n'a pas terminé une étape, suivi du numéro de l'étape où il s'est retiré |
| HD                                  | Indique un coureur qui a terminé une étape hors des délais, suivi du numéro de l'étape                   |                                  |                                                                                                 |

| Etixx-Quick Step EQS  | Etixx-Quick Step EQS           | Etixx-Quick Step EQS |
| --------------------- | ------------------------------ | -------------------- |
| Num                   | Coureur                        | Pos                  |
| 1                     | Iljo Keisse (BEL)              | 87e                  |
| 2                     | Yves Lampaert (BEL)            | 2e                   |
| 3                     | Nikolas Maes (BEL)             | 48e                  |
| 4                     | Gianni Meersman (BEL)          | 61e                  |
| 5                     | Fabio Sabatini (ITA)           | 59e                  |
| 6                     | Guillaume Van Keirsbulck (BEL) | AB-3                 |
| 7                     | Carlos Verona (ESP)            | 95e                  |
| 8                     | Łukasz Wiśniowski (POL)        | 88e                  |
| Directeur sportif : ? |                                |                      |

| Lotto NL-Jumbo TLJ    | Lotto NL-Jumbo TLJ       | Lotto NL-Jumbo TLJ |
| --------------------- | ------------------------ | ------------------ |
| Num                   | Coureur                  | Pos                |
| 11                    | Rick Flens (NED)         | 117e               |
| 12                    | Moreno Hofland (NED)     | 3e                 |
| 13                    | Martijn Keizer (NED)     | AB-5               |
| 14                    | Barry Markus (NED)       | AB-4               |
| 15                    | Timo Roosen (NED)        | 92e                |
| 16                    | Maarten Tjallingii (NED) | 13e                |
| 17                    | Dennis van Winden (NED)  | 51e                |
| 18                    | Robert Wagner (GER)      | 101e               |
| Directeur sportif : ? |                          |                    |

| Lotto-Soudal # LTS    | Lotto-Soudal # LTS             | Lotto-Soudal # LTS |
| --------------------- | ------------------------------ | ------------------ |
| Num                   | Coureur                        | Pos                |
| 21                    | Lars Bak (DEN)                 | 15e                |
| 22                    | Sean De Bie (BEL)              | 76e                |
| 23                    | Jens Debusschere (BEL) (Route) | 7e                 |
| 24                    | Dennis Vanendert (BEL)         | 60e                |
| 25                    | André Greipel (GER) (Route)    | 1er                |
| 26                    | Adam Hansen (AUS)              | AB-2               |
| 27                    | Gregory Henderson (NZL)        | 30e                |
| 28                    | Marcel Sieberg (GER)           | 27e                |
| Directeur sportif : ? |                                |                    |

| Giant-Alpecin TGA     | Giant-Alpecin TGA       | Giant-Alpecin TGA |
| --------------------- | ----------------------- | ----------------- |
| Num                   | Coureur                 | Pos               |
| 31                    | Roy Curvers (NED)       | 62e               |
| 32                    | Bert De Backer (BEL)    | AB-4              |
| 33                    | Marcel Kittel (GER)     | 65e               |
| 34                    |                         |                   |
| 35                    | Ramon Sinkeldam (NED)   | 28e               |
| 36                    | Tom Stamsnijder (NED)   | AB-3              |
| 37                    | Lars van der Haar (NED) | 40e               |
| 38                    | Zico Waeytens (BEL)     | 6e                |
| Directeur sportif : ? |                         |                   |

| IAM                   | IAM                             | IAM  |
| --------------------- | ------------------------------- | ---- |
| Num                   | Coureur                         | Pos  |
| 41                    | Marcel Aregger (SUI)            | 24e  |
| 42                    | Thomas Degand (BEL)             | 80e  |
| 43                    | Sondre Holst Enger (NOR)        | 89e  |
| 44                    | Heinrich Haussler (AUS) (Route) | 36e  |
| 45                    | Roger Kluge (GER)               | 75e  |
| 46                    | Pirmin Lang (SUI)               | 104e |
| 47                    | Matteo Pelucchi (ITA)           | AB-3 |
| 48                    |                                 |      |
| Directeur sportif : ? |                                 |      |

| Trek Factory Racing TFR | Trek Factory Racing TFR        | Trek Factory Racing TFR |
| ----------------------- | ------------------------------ | ----------------------- |
| Num                     | Coureur                        | Pos                     |
| 51                      | Eugenio Alafaci (ITA)          | 100e                    |
| 52                      | Matthew Busche (USA) (Route)   | 52e                     |
| 53                      | Marco Coledan (ITA)            | 82e                     |
| 54                      |                                |                         |
| 55                      | Gert Steegmans (BEL)           | AB-5                    |
| 56                      | Boy van Poppel (NED)           | 35e                     |
| 57                      | Danny van Poppel (NED)         | AB-5                    |
| 58                      | Kristof Vandewalle (BEL) (Clm) | AB-2                    |
| Directeur sportif : ?   |                                |                         |

| Cofidis COF           | Cofidis COF               | Cofidis COF |
| --------------------- | ------------------------- | ----------- |
| Num                   | Coureur                   | Pos         |
| 61                    | Jonas Ahlstrand (SWE)     | 71e         |
| 62                    | Steve Chainel (FRA)       | AB-5        |
| 63                    | Gert Jõeäär (EST) (Clm)   | 96e         |
| 64                    | Cyril Lemoine (FRA)       | 53e         |
| 65                    | Adrien Petit (FRA)        | 58e         |
| 66                    | Dominique Rollin (CAN)    | AB-4        |
| 67                    | Michael Van Staeyen (BEL) | 33e         |
| 68                    | Kenneth Vanbilsen (BEL)   | 9e          |
| Directeur sportif : ? |                           |             |

| Topsport Vlaanderen-Baloise TSV | Topsport Vlaanderen-Baloise TSV | Topsport Vlaanderen-Baloise TSV |
| ------------------------------- | ------------------------------- | ------------------------------- |
| Num                             | Coureur                         | Pos                             |
| 71                              | Victor Campenaerts (BEL)        | 4e                              |
| 72                              | Tim Declercq (BEL)              | 14e                             |
| 73                              | Oliver Naesen (BEL)             | 16e                             |
| 74                              | Edward Theuns (BEL)             | 5e                              |
| 75                              | Gijs Van Hoecke (BEL)           | 10e                             |
| 76                              | Bert Van Lerberghe (BEL)        | 86e                             |
| 77                              | Pieter Vanspeybrouck (BEL)      | 18e                             |
| 78                              | Jelle Wallays (BEL)             | 8e                              |
| Directeur sportif : ?           |                                 |                                 |

| Wanty-Groupe Gobert WGG | Wanty-Groupe Gobert WGG   | Wanty-Groupe Gobert WGG |
| ----------------------- | ------------------------- | ----------------------- |
| Num                     | Coureur                   | Pos                     |
| 81                      | Tim De Troyer (BEL)       | NP-4                    |
| 82                      | Tom Devriendt (BEL)       | AB-3                    |
| 83                      | Jan Ghyselinck (BEL)      | 64e                     |
| 84                      | Roy Jans (BEL)            | 54e                     |
| 85                      | Björn Leukemans (BEL)     | 41e                     |
| 86                      | Danilo Napolitano (ITA)   | 85e                     |
| 87                      | James Vanlandschoot (BEL) | NP-5                    |
| 88                      | Frederik Veuchelen (BEL)  | AB-4                    |
| Directeur sportif : ?   |                           |                         |

| Roompot Oranje Peloton ROP | Roompot Oranje Peloton ROP | Roompot Oranje Peloton ROP |
| -------------------------- | -------------------------- | -------------------------- |
| Num                        | Coureur                    | Pos                        |
| 91                         | Jesper Asselman (NED)      | 83e                        |
| 92                         | Marc de Maar (NED)         | AB-5                       |
| 93                         | Dylan Groenewegen (NED)    | 47e                        |
| 94                         | Raymond Kreder (NED)       | 20e                        |
| 95                         | Wesley Kreder (NED)        | 23e                        |
| 96                         | Maurits Lammertink (NED)   | AB-4                       |
| 97                         | Sjoerd van Ginneken (NED)  | 77e                        |
| 98                         | Brian van Goethem (NED)    | 19e                        |
| Directeur sportif : ?      |                            |                            |

| Bora-Argon 18 BOA     | Bora-Argon 18 BOA         | Bora-Argon 18 BOA |
| --------------------- | ------------------------- | ----------------- |
| Num                   | Coureur                   | Pos               |
| 101                   | Cesare Benedetti (ITA)    | AB-5              |
| 102                   | Michael Schwarzmann (GER) | 11e               |
| 103                   | Zakkari Dempster (AUS)    | 12e               |
| 104                   | Patrick Konrad (AUT)      | 69e               |
| 105                   | Ralf Matzka (GER)         | 34e               |
| 106                   | Andreas Schillinger (GER) | 56e               |
| 107                   | Daniel Schorn (AUT)       | 74e               |
| 108                   | Scott Thwaites (GBR)      | 94e               |
| Directeur sportif : ? |                           |                   |

| MTN-Qhubeka MTN       | MTN-Qhubeka MTN         | MTN-Qhubeka MTN |
| --------------------- | ----------------------- | --------------- |
| Num                   | Coureur                 | Pos             |
| 111                   | Matthew Brammeier (IRL) | 109e            |
| 112                   | Gerald Ciolek (GER)     | 38e             |
| 113                   | Nicolas Dougall (RSA)   | 98e             |
| 114                   | Matthew Goss (AUS)      | 118e            |
| 115                   | Youcef Reguigui (ALG)   | 43e             |
| 116                   | Kristian Sbaragli (ITA) | 63e             |
| 117                   | Andreas Stauff (GER)    | 114e            |
| 118                   | Jacobus Venter (RSA)    | 50e             |
| Directeur sportif : ? |                         |                 |

| Join-S-De Rijke RIJ   | Join-S-De Rijke RIJ      | Join-S-De Rijke RIJ |
| --------------------- | ------------------------ | ------------------- |
| Num                   | Coureur                  | Pos                 |
| 121                   | Jetse Bol (NED)          | 73e                 |
| 122                   | Matthijs Eversdijk (NED) | 70e                 |
| 123                   | Ike Groen (NED)          | 120e                |
| 124                   | Kobus Hereijgers (NED)   | 97e                 |
| 125                   | Daan Meijers (NED)       | 116e                |
| 126                   | Wouter Mol (NED)         | 17e                 |
| 127                   | Ronan van Zandbeek (NED) | 29e                 |
| 128                   | Coen Vermeltfoort (NED)  | 21e                 |
| Directeur sportif : ? |                          |                     |

| Jo Piels CJP          | Jo Piels CJP          | Jo Piels CJP |
| --------------------- | --------------------- | ------------ |
| Num                   | Coureur               | Pos          |
| 131                   | Tim Ariesen (NED)     | 113e         |
| 132                   | Gert-Jan Bosman (NED) | 42e          |
| 133                   | Twan Brusselman (NED) | 31e          |
| 134                   | Jochem Hoekstra (NED) | 37e          |
| 135                   | Stefan Poutsma (NED)  | 78e          |
| 136                   | Sven van Luijk (NED)  | 26e          |
| 137                   | Joey van Rhee (NED)   | 90e          |
| 138                   | Jeff Vermeulen (NED)  | AB-3         |
| Directeur sportif : ? |                       |              |

| Metec-TKH-Mantel MET  | Metec-TKH-Mantel MET     | Metec-TKH-Mantel MET |
| --------------------- | ------------------------ | -------------------- |
| Num                   | Coureur                  | Pos                  |
| 141                   | Johim Ariesen (NED)      | 107e                 |
| 142                   | Jarno Gmelich (NED)      | 81e                  |
| 143                   | Jasper Hamelink (NED)    | 25e                  |
| 144                   | Sjoerd Kouwenhoven (NED) | 67e                  |
| 145                   | Stefan Kreder (NED)      | 119e                 |
| 146                   | Wouter Leten (BEL)       | AB-3                 |
| 147                   | Oscar Riesebeek (NED)    | 57e                  |
| 148                   | Remco te Brake (NED)     | 110e                 |
| Directeur sportif : ? |                          |                      |

| Rabobank Development RDT | Rabobank Development RDT  | Rabobank Development RDT |
| ------------------------ | ------------------------- | ------------------------ |
| Num                      | Coureur                   | Pos                      |
| 151                      | Cees Bol (NED)            | 106e                     |
| 152                      | Mitchell Cornelisse (NED) | 111e                     |
| 153                      | Piotr Havik (NED)         | AB-4                     |
| 154                      | Peter Lenderink (NED)     | 66e                      |
| 155                      | Jan Maas (NED)            | AB-2                     |
| 156                      |                           |                          |
| 157                      | Antwan Tolhoek (NED)      | 91e                      |
| 158                      | Martijn Tusveld (NED)     | AB-2                     |
| Directeur sportif : ?    |                           |                          |

| Baby-Dump BBD         | Baby-Dump BBD              | Baby-Dump BBD |
| --------------------- | -------------------------- | ------------- |
| Num                   | Coureur                    | Pos           |
| 161                   | Niek Boom (NED)            | AB-3          |
| 162                   | Luuc Bugter (NED)          | 82e           |
| 163                   | Twan Castelijns (NED)      | 68e           |
| 164                   | Roy Eefting (NED)          | AB-3          |
| 165                   | Koos Jeroen Kers (NED)     | 99e           |
| 166                   | Harry Sweering (NED)       | 103e          |
| 167                   | Lars van de Vall (NED)     | 102e          |
| 168                   | Jan-Willem van Schip (NED) | 32e           |
| Directeur sportif : ? |                            |               |

| Vastgoedservice-Golden Palace VGS | Vastgoedservice-Golden Palace VGS | Vastgoedservice-Golden Palace VGS |
| --------------------------------- | --------------------------------- | --------------------------------- |
| Num                               | Coureur                           | Pos                               |
| 171                               | Joeri Adams (BEL)                 | AB-5                              |
| 172                               | Sander Cordeel (BEL)              | 55e                               |
| 173                               | Sam Lennertz (BEL)                | AB-3                              |
| 174                               | Tim Merlier (BEL)                 | 45e                               |
| 175                               | Rob Peeters (BEL)                 | 112e                              |
| 176                               | Rob Ruijgh (BEL)                  | 44e                               |
| 177                               | Timothy Stevens (NED)             | 105e                              |
| 178                               | Alphonse Vermote (BEL)            | 108e                              |
| Directeur sportif : ?             |                                   |                                   |

| Parkhotel Valkenburg PVC | Parkhotel Valkenburg PVC | Parkhotel Valkenburg PVC |
| ------------------------ | ------------------------ | ------------------------ |
| Num                      | Coureur                  | Pos                      |
| 181                      | Dennis Bakker (NED)      | AB-4                     |
| 182                      | Dion Beukeboom (NED)     | AB-3                     |
| 183                      | Joris Blokker (NED)      | 84e                      |
| 184                      | Jasper Ockeloen (NED)    | 49e                      |
| 185                      | Bob Schoonbroodt (NED)   | 39e                      |
| 186                      | Wim Stroetinga (NED)     | AB-4                     |
| 187                      | Jim van den Berg (NED)   | AB-5                     |
| 188                      | Marco Zanotti (ITA)      | 22e                      |
| Directeur sportif : ?    |                          |                          |

| 3M MMM                | 3M MMM                   | 3M MMM |
| --------------------- | ------------------------ | ------ |
| Num                   | Coureur                  | Pos    |
| 191                   | Jaap de Man (NED)        | AB-3   |
| 192                   | Martijn Degreve (BEL)    | 79e    |
| 193                   | Jimmy Janssens (BEL)     | 46e    |
| 194                   | Connor McConvey (IRL)    | AB-3   |
| 195                   | Dimitri Peyskens (BEL)   | 72e    |
| 196                   | Melvin van Zijl (NED)    | 115e   |
| 197                   | Nicolas Vereecken (BEL)  | AB-5   |
| 198                   | Michael Vingerling (NED) | NP-3   |
| Directeur sportif : ? |                          |        |